# راس تنوره
راس تنوره (به عربی: رأس تنورة) یک شهر در عربستان سعودی است که در استان شرقی (عربستان سعودی) واقع شده‌است.

## خصوصیات
راس تنوره ۷۳٬۹۳۳ نفر جمعیت دارد.